# Alter ego (bande dessinée)
Pour les articles homonymes, voir Alter ego (homonymie).
Alter ego est une série de bande dessinée créée par Pierre-Paul Renders, éditée chez Dupuis à partir de 2011. Elle est composée de 11 albums repartis sur deux saisons.

## Synopsis
Alter ego raconte les destins entrecroisés de personnes qui vont être confrontées à une découverte phénoménale : les alter ego. Dans la première saison, certains protagonistes vont mettre au jour un vaste complot lié aux alter ego et tenteront d'y mettre fin, certains autres essaieront au contraire d'en prendre le contrôle et d'en profiter. Pour les derniers… ils tenteront simplement d'y échapper. Dans la deuxième saison, d'autres personnages se positionnent par rapport à l'annonce des alter ego. Il y a ceux qui croient, ceux qui rejettent et ceux qui doutent. Les premiers albums de chaque saison sont des histoires indépendantes et peuvent être lus dans n'importe quel ordre, un dernier album sert de conclusion.

## Personnages

### Saison 1
- Noah est le fils du Président des États-Unis. Après avoir subi des examens étranges, sur demande de son père, Noah est envoyé sans trop savoir pourquoi dans plusieurs pays pour organiser des conférences. Au fil de ces voyages, la santé mentale et physique de Noah se détériore sans raison apparente. Une fois rentré chez lui, il est tellement abattu et déprimé, qu'il tente de se suicider. Puis brusquement, tout redevient normal. Noah va essayer de faire la lumière sur ce qu'il lui est arrivé.
- Camille est la fille du docteur Suzanne Rochant, célèbre pour ses travaux sur les jumeaux et les AlterEgo. Après une dispute stupide, Suzanne rappelle sa fille en lui disant qu'elle a quelque chose de très important à lui dire. Mais quand Camille arrive, la maison de Suzanne est en feu. Celle-ci, grièvement blessée, ne pourra dire que « Trouve l'Ange » avant de mourir. Après l'enterrement, Camille reçoit une lettre mystérieuse, que sa mère voulait envoyer à un inconnu. Surprise, Camille décide de faire le voyage elle-même pour tirer cette affaire au clair.
- Fouad est un médecin volontaire qui lutte contre le sida en Colombie. Il se lie d'amitié avec une jeune femme et découvre alors que ses collègues ont fait des examens étranges sur elle. Se rendant chez elle pour la prévenir, il surprend des hommes en train de l'enlever et ne parvient pas à la sauver. Le lendemain, ses collègues lui annoncent qu'il a été viré. Comprenant alors qu'il vient de mettre le doigt sur une énorme machination, Fouad entend bien tout dévoiler au grand public.
- Jonas est un médium qui est capable de localiser les AlterEgo des gens. Avec son frère, il travaille pour la firme U-Tech qui se charge de mettre à l'abri les AlterEgo de personnes importantes. Alors que tout semble aller pour le mieux, Jonas se rend compte que son frère cache certaines choses et qu'il accepte aussi un tout autre type de mission.
- Park coule des jours heureux dans un centre de vacances spécialisé. Pourtant, après avoir oublié de boire un certain cocktail, il retrouve sa mémoire et reprend peu à peu conscience de ce qui l'entoure. Le centre de vacances n'est qu'une luxueuse geôle, où les prisonniers sont drogués et enfermés contre leur gré. Park va tout faire alors pour s'en échapper.
- Darius est un ancien chef de police qui a tout perdu. Abattu et désespéré, il apprend par hasard qu'une entreprise, la Winguard, recrute des personnes pour protéger des gens à leur insu. Darius, intéressé, passe l'examen d'entrée mais contre toute attente, il est relégué à des tâches subalternes qu'il accepte quand même. Cependant, au moment de sortir des bâtiments de la Winguard, il est abordé par une inconnue qui lui propose un travail beaucoup plus intéressant.

### Saison 2
- Delia Mikulski, avocate mère de 2 filles, participe à une commission sénatoriale devant démêler le vrai du faux de la théorie des Alter Ego.
- Teehu, jeune femme australienne née dans un ranch isolé en bordure du désert,  a découvert ses dons de médium à l'âge de 7 ans. Quand elle découvre sur Internet le projet "ridvan garden's" de Zelia Anglade, la femme de Noah, elle décide de rejoindre le projet sur l’île "El Hierro" aux Canaries
- Gail Llewelyn, professeur scientifique canadien est nommé responsable du comité scientifique devant aider la commission sénatoriale devant statuer de la validité scientifique de la théorie des Alter Ego.

## Albums

### Saison 1
Les six premiers tomes peuvent se lire indépendamment sans aucun ordre de lecture. Le septième conclut la saison.
- Camille, Dupuis, Marcinelle, avril 2011
Scénario : Pierre-Paul Renders et Denis Lapière - Dessin :  Mathieu Reynès et Benjamin Benéteau - Couleurs : Albertine Ralenti -  (ISBN 9782800148762)
- Fouad, Dupuis, Marcinelle, avril 2011
Scénario : Pierre-Paul Renders et Denis Lapière - Dessin :  Mathieu Reynès et Benjamin Benéteau - Couleurs : Albertine Ralenti -  (ISBN 9782800148786)
- Darius, Dupuis, Marcinelle, juin 2011
Scénario : Pierre-Paul Renders et Denis Lapière - Dessin :  Efa et Luca Erbetta - Couleurs : Albertine Ralenti -  (ISBN 9782800148816)
- Park, Dupuis, Marcinelle, août 2011
Scénario : Pierre-Paul Renders et Denis Lapière - Dessin :  Mathieu Reynès, Benjamin Benéteau et Luca Erbetta - Couleurs : Albertine Ralenti -  (ISBN 9782800148809)
- Noah, Dupuis, Marcinelle, septembre 2011
Scénario : Pierre-Paul Renders et Denis Lapière - Dessin :  Efa et Luca Erbetta - Couleurs : Albertine Ralenti -  (ISBN 9782800148779)
- Jonas, Dupuis, Marcinelle, octobre 2011
Scénario : Pierre-Paul Renders et Denis Lapière - Dessin :  Émil Zuga, Luca Erbetta et Benjamin Benéteau - Couleurs : Albertine Ralenti -  (ISBN 9782800148793)
- Ultimatum, Dupuis, Marcinelle, septembre 2012
Scénario : Pierre-Paul Renders et Denis Lapière - Dessin :  Mathieu Reynès et Benjamin Benéteau - Couleurs : Benoît Bekaert -  (ISBN 9782800153551)

#### Camille
Camille Rochant est une jeune fille de presque vingt ans. Vivant seule avec sa mère Suzanne à Singapour, elle assiste à sa mort dans un incendie : ses derniers mots sont : « trouve l’ange ». Le notaire lui remet après l’enterrement un dossier contenant notamment une lettre, à l’attention d’un Angolais, Zé Texara. Camille décide alors de faire le voyage pour la lui remettre : Suzanne annonce que l’homme mourra bientôt, probablement d’un cancer. Se renseignant auprès des collègues de travail de sa mère, elle apprend qu’elle a découvert, longtemps auparavant, que des liens énergétiques relient certains humains entre eux, notamment les jumeaux, et que même si ces prédictions paraissent étrange, elles sont probablement véridiques. Depuis, Suzanne travaille sur un projet secret, le Simorg, financé notamment par la firme U-Tech de Kaïji Urasawa.
Elle parvient donc à convaincre Zé de faire des tests de dépistage du cancer, et se renseigne un peu plus sur sa vie : ayant vu sa famille décimée par les épidémies de malaria, par l’armée portugaise, ayant participé à la guerre civile avant de sauter sur une mine pour finalement passer vingt ans sans abri, il a reçu un important héritage d'un cousin européen inconnu, le sortant de la misère. Puis, elle se rend à Bombay pour rencontrer Yashna, dont le nom est mentionné dans le testament de Suzanne : cette jeune Indienne âgée de vingt ans elle aussi, vivait dans un village très pauvre avant que son « ange gardien », le docteur Satar, la rencontre « par hasard » et lui propose de travailler pour le projet « World War to AIDS » (WW2A), ce qui lui permit de toucher un salaire suffisant pour faire vivre sa famille.
Finalement, elle décide d’aller à Los Angeles où habite un certain Bram Mangold, et tombe sur la soirée d’anniversaire de ce délinquant de vingt ans. Surtout, elle rencontre son voisin de palier, Darius Satrapi, qui se révèle être effectivement l’« ange gardien » engagé par Suzanne pour veiller sur Bram et Yashna. Camille comprend donc que les « tentacules » énergétiques découvertes par Suzanne relient en fait tous les individus conçus exactement au même instant, notamment les jumeaux. Mais la soirée tourne mal : Bram et ses amis décident d’aller tuer les membres d’une bande ennemie ; Darius, après avoir remis un enregistrement à Camille, est grièvement blessé après avoir sauvé son protégé.
À l’hôpital, Camille prend connaissance du message de Suzanne, qui contient un « énorme secret » et une mise en garde contre Kaïji Urasawa. Mais au même instant, à Johannesbourg, un homme, Fouad Chaïd ancien du projet WW2A, a pris en otage la milliardaire Miranda Gryndson, et prétend avoir la preuve qu’elle et Kaïki Urasawa utilisent tous deux le projet comme façade pour dissimuler des tests illicites sur des cobayes humains. Après avoir envoyé anonymement à la presse un extrait de la vidéo de sa mère où elle parle de « la plus énorme découverte de tous les temps » et lui recommande de se méfier de Kaïji, elle choisit de se rendre à Johannesbourg pour faire des révélations devant témoin et porter au public la confession de Suzanne.
Peu avant le départ, elle reçoit un appel du secrétaire de Zé Texara, qui communique les résultats des tests : il est bien atteint d’un cancer très agressif et contre lequel on ne peut pas lutter. Il apparaît aussi que Zé, avait presque le même âge que Suzanne, et que le cousin à héritage inconnu n’était autre que Suzanne, soucieuse de protéger le clochard angolais. Mais surtout, elle reçoit un SMS anonyme lui annonçant qu’« ils » ont découvert son identité et qu’elle doit être abattue dès son arrivée en Afrique du Sud. Suivant les instructions du message, elle se rend donc à Bruxelles, où elle doit retrouver son correspondant.

#### Darius
Darius Satrapi est un ancien commissaire britannique qui déprime depuis la mort de sa femme et de son fils dans un accident de voiture. Il répond à une annonce de la Winguard, une entreprise qui recrute des gardes du corps pour protéger des gens à leur insu. Darius passe le test mais, à sa grande surprise, il n'est recruté que pour un emploi subalterne alors qu'il a toutes les qualités officiellement requises. Il se résigne néanmoins mais, au sortir des locaux, il est discrètement contacté par une femme, Suzanne Rochant, qui lui propose de travailler pour elle. Sa mission consiste à protéger deux jeunes gens, une jeune fille pauvre d'un village indien, Yashna, et un jeune garçon de Los Angeles, Bram Mangold. Sous l'identité du docteur Satar, Darius parvient à approcher Yashna et à lui donner une vie meilleure. Malheureusement, l'autre "client" lui donne plus de fil à retordre : Il s'agit d'un délinquant, sous l'emprise de la drogue, qui maltraite sa petite amie et se fait beaucoup d'ennemis. 
Darius s'acquite de sa tâche jusqu'au jour où il surprend Bram poursuivi par deux voyous qui lui reprochent d'avoir tué et violé leur sœur et veulent lui faire la peau. Darius parvient à les éloigner en prétendant vouloir exécuter lui-même Bram, ce qu'il ne fait pas, mais c'est la fois de trop. Il appelle Suzanne pour lui donner sa démission. Cette dernière intervient. Elle fait arrêter Bram pour le mettre à l'abri un temps puis donne rendez-vous à Darius à Lahore. Là, elle lui révèle toute l'affaire. Il y a quelques années, elle a, avec une poignée de collègues, découvert que la plupart des humains avaient un lien avec d'autres personnes nées au même moment dans le monde. Ce lien psychique, que l'on ne peut ressentir que si l'on a des dons de médium, est très fort, au point que la santé ou le décès de l'un ont de graves répercussions sur les autres, raison pour laquelle Suzanne veut à tout prix maintenir en sécurité Yashna et Bram, qui sont les alter-ego de sa fille, Camille. Seuls les "monades", des individus exempt de liens, sont vraiment autonomes. La Wingard a été fondée pour protéger les personnes qui ont un lien avec ceux qui connaissent le secret. Mais comme elle ne peut pas protéger aussi les alter-ego de ses employés, elle ne recrute que des monades. C'est la raison pour laquelle Darius n'a pas été embauché comme garde du corps : lui-même a un alter-ego, un trafiquant d'armes pakistanais enrichi par le commerces de mines anti-personnel. Comprenant que sa mort condamnerait cet ignoble personnage, Darius accepte de continuer à protéger Bram, malgré les risques. Suzanne lui remet alors un enregistrement qu'il devra donner à sa fille s'il lui arrivait quelque chose. 
Darius rentre à Los-Angeles et paye la caution de Bram, non sans avoir d'abord décidé sa petite amie à le quitter. Quelque temps plus tard, alors que Bram s'apprête à fêter son anniversaire, une jeune femme arrive devant sa porte. Le jeune voyou tente de la violer mais Darius intervient et emmène l'inconnue chez lui. Il retourne ensuite dans l'appartement du garçon pour lui confisquer l'arme que ses amis sont venus lui offrir. À son retour, surprenant une conversation téléphonique de la jeune femme, il comprend qu'il s'agit de Camille, laquelle l'informe de la mort de sa mère. Darius donne alors la confession de Suzanne à sa fille. C'est alors que Bram et ses amis, ivres, quittent l'immeuble pour aller régler leurs comptes avec une bande rivale. Darius se précipite, mais ne peut empêcher Camille de le suivre. Il arrive juste à temps pour extraire Bram du chaos, mais se retrouve menacé par un voyou armé d'un pistolet. Décidé à protéger Camille et Bram et n'ayant plus rien à perdre, Darius tire. 

#### Fouad
Fouad Chaïb est Belge et travaille en Colombie durant la guerre civile pour le projet World War to Aids (WW2A) de la fondation HWC, qui consiste à dépister et vacciner chaque homme contre le SIDA. Après s’être occupé du cas d’une jeune femme nommée Zélia Andrade, il la ramène chez elle mais s’aperçoit qu’elle est fiévreuse et semble assez malade. De retour au dispensaire, il trouve sur l’ordinateur de son supérieur les résultats d’un séquençage ADN dont elle a été l’objet, sans raison apparente, mais se fait surprendre et est renvoyé dès le lendemain. Lorsqu’il retourne chez Zélia pour s’assurer de son état, un escadron de FARC arrive et l’enlève, avec sa famille et un homme — qui est en fait Jason — l’assomme.
Quelques jours plus tard, Fouad est de retour chez lui, avec la conviction que Zélia a été sujette à des tests pharmaceutiques ; de plus, sa famille a été libérée, mais pas elle, ce qui laisse supposer que c’est la fondation elle-même qui a séquestré la cobaye pour brouiller les pistes. Sa petite-amie, Élise, lui présente alors Miep, jeune hackeuse, qui parvient à déchiffrer un dossier que Fouad a récupéré : celui-ci contient une fiche d’identité de la colombienne et surtout, le numéro d’un nano-traceur, produit de la société U-tech qui émet un signal afin d’être localisé où qu’il se trouve. Miep parvient à craquer le mot de passe du traceur, et identifie la position de Zelia : les îles Bermudes.
Le héros se rend donc dans l’archipel, mais apprend que son amie se trouve dans un lieu entouré de mystère, une résidence extrêmement bien gardée, entourée de grillages électrifiés. Il ne parvient donc pas à s’y introduire, mais Miep identifie le propriétaire : la firme U-tech, dont le PDG, Kaïji Urasawa, est aussi cofondateur de la fondation HWC. Fouad décide donc, malgré l’avertissement d’Élise, de poursuivre ses recherches sur la résidence : alors qu’il prend des photographies des lieux depuis un îlot en pleine mer, il surprend la fuite d’un homme, se présentant comme Park, Coréen évadé de la résidence, où il a bel et bien vu Zélia. Mais ses poursuivants n’ont aucune difficulté à les repérer, où qu’ils aillent : le fugitif a lui aussi un nano-traceur sur lui. Mais grâce à un brouilleur mis au point par Miep, ils parviennent à s’échapper.
Toutefois, le lendemain, après une difficile nuit, Park étant sous l’emprise d’une drogue, ils sont retrouvés par Jason, accompagné par un homme arrogant (qui n’est autre que Noah Mendez) et d’un commando léger, qui récupèrent le coréen. Un autre homme de main emmène Fouad à l'écart pour le faire parler, mais l'attention du gorille est détournée un instant par l'hélicoptère de l'équipe qui décolle sans lui. Fouad en profite pour le repousser et il se tue en tombant sur un rocher. Lorsqu’il se rend à son hôtel d’où il rend compte de la situation à Miep, il retombe sur deux des membres du commando, et comprend qu’il a lui-même un traceur implanté, qui lui a été mis lorsqu’il s’est fait vacciner. Parvenant à se le retirer seul, il s’échappe de nouveau et rentre à Bruxelles, où il apprend qu’« ils » se sont rendus chez lui et ont tenté d’arracher des informations à Élise, qui l’a donc quitté.
Afin de frapper l’organisation, il se rend à Johannesbourg où se tient le congrès pour le deuxième anniversaire du WW2A, et, après la conférence de presse, prend en otage la milliardaire Miranda Gryndson, qui mène la fondation HWC, retransmettant en direct sur Internet une vidéo où il affirme être en mesure de prouver que le projet n’est qu’une façade pour effectuer des tests médicaux sur des cobayes, et injonctant à Urasawa de venir le rejoindre pour avouer publiquement. Mais, si Gryndson admet avoir manipulé des informations pour mobiliser plus vite autour de son projet et confirme que chaque dépisté contre le VIH voit aussi son ADN décodé pour la constitution d’une base de données mondiale et reçoit un implant contenant un naon-traceur activable à tout moment — le tout à son insu —, elle nie avoir le moindre rapport avec la résidence aux Bermudes ou avec l’organisation qui a cherché à l’éliminer.
C’est alors qu’Urasawa intervient une première fois, en envoyant un hélicoptère armé devant les fenêtres de la tour, mais il renonce pour ne pas risquer de tuer la milliardaire. Fouad lui lance alors un ultimatum et lui ordonne de le rejoindre sous trois heures. Durant ce laps de temps, Miranda explique que les actions menées par la fondation ont toutes pour but le bien de l’humanité mais, avant qu’elle ne puisse en dire plus, Kaïji arrive et tire.
Heureusement, à neuf mille kilomètres de là, Miep enregistrait toute la prise d’otage grâce à un micro que Fouad portait sur lui ; et avant de s’en apercevoir, Kaïji révèle qu’une personne disposait de la confession filmée d’une certaine Suzanne, qu’elle comptait utiliser pour soutenir le preneur d’otage, et que cette personne doit être abattue dès son arrivée en Afrique du Sud : quelques heures plus tard, Miep retrouve Camille, la fille de Suzanne Rochant, qu’« ils » ont elle aussi assassinée. Celle-ci ayant découvert un aspect encore plus important de la machination, Miep décide de constituer un dossier d’accusation pour tout révéler aux médias.

### Saison 2
Les trois premiers tomes peuvent se lire indépendamment sans aucun ordre de lecture. Le quatrième conclut la saison.
- Teehu, Dupuis, Marcinelle, novembre 2013
Scénario : Pierre-Paul Renders et Denis Lapière - Dessin :  Efa et Luca Erbetta - Couleurs : Benoît Bekaert et Christian Lerolle -  (ISBN 9782800157740)
- Delia, Dupuis, Marcinelle, février 2014
Scénario : Pierre-Paul Renders et Denis Lapière - Dessin :  Efa et Elías - Couleurs : François Cerminaro et Albertine Ralenti -  (ISBN 9782800157764)
- Gail, Dupuis, Marcinelle, juin 2014
Scénario : Pierre-Paul Renders et Denis Lapière - Dessin :  Mathieu Reynès, Benjamin Benéteau, Luca Erbetta et Elías - Couleurs : Benoît Bekaert et Christian Lerolle -  (ISBN 9782800157757)
- Verdict, Dupuis, Marcinelle, octobre 2014
Scénario : Pierre-Paul Renders et Denis Lapière - Dessin :  Efa et Elías - Couleurs : Albertine Ralenti et Christian Lerolle -  (ISBN 978-2-8001-6118-1)

## Fiche technique
- Scénario : Denis Lapière et Pierre-Paul Renders
- Dessins des personnages : Mathieu Reynès (5 tomes) Emil Zuba (1 tome) et EFA (5 tomes)
- Dessins des décors : Benjamin Benéteau (6 tomes dont 3 tomes avec Benoît Bekaert, Luca Erbetta (3 tomes) et Elías (2 tomes)
- Direction artistique : Mathieu Reynès
- Couleurs : Albertine Ralenti (7 tomes dont 6 tomes avec Sébastien Hombel et 1 tome avec François Germinaro

## Éditeur
- Dupuis (collection « Grand Public ») : tomes 1 à 11 (première édition des tomes 1 à 11)

## Récompense
Cette série a obtenu le Prix Saint-Michel 2011 du meilleur scénario.